# Amauroderma parasiticum
Amauroderma parasiticum är en svampart som beskrevs av Corner 1983. Amauroderma parasiticum ingår i släktet Amauroderma och familjen Ganodermataceae.   Inga underarter finns listade i Catalogue of Life.